# Grande Prêmio Marcel Kint de 2019
A 89.ª edição da clássica ciclista Grande Prêmio Marcel Kint foi uma carreira na Bélgica que se celebrou a 26 de maio de 2019 com início na cidade de Courtrai e final na cidade de Zwevegem sobre um percurso de 188,1 quilómetros.
A carreira fez parte do UCI Europe Tour de 2019, dentro da categoria UCI 1.1. O vencedor foi o francês Bryan Coquard da Vital Concept-B&B Hotels seguido de seu compatriota Nacer Bouhanni da Cofidis, Solutions Crédits e o belga Alfdan De Decker da Wanty-Gobert.

## Equipas participantes
Tomaram parte na carreira 22 equipas: 11 de categoria Profissional Continental; e 11 de categoria Continental. Formando assim um pelotão de 139 ciclistas dos que acabaram 120. As equipas participantes foram:
| Equipes profissionais Continentais (11)- Androni Giocattoli-Sidermec - Cofidis, Solutions Crédits - Corendon-Circus - Riwal Readynez - Neri Sottoli-Selle Italia-KTM - Roompot-Charles - Total Direct Énergie - Sport Vlaanderen-Baloise - Vital Concept-B&B Hotels - Wallonie Bruxelles - Wanty-Groupe Gobert Equipes Continentais (11)- BEAT Cycling Club - Bike Aid - Canyon DHB p/b Bloor Homes - EvoPro Racing - Leopard - Metec-TKH Continental Cyclingteam p/b Mantel - Pauwels sauzen-Vastgoedservice Continental Team - Tarteletto-Isorex - Cibel-Cebon - Dauner D&DQ-Akkon - Differdange-GeBa |
| |

## Classificação final
- As classificações finalizaram da seguinte forma:[3]

| \| Classificação geral \| Classificação geral \| Classificação geral \| Classificação geral \| Classificação geral \| \| Ciclista \| Ciclista \| Equipe \| Tempo \| \| \| ------------------- \| ------------------- \| --------------------------- \| ------------------- \| ------------------- \| \| 1. \| Bryan Coquard \| Vital Concept-B&B Hotels \| 4h05m23s \| \| \| 2. \| Nacer Bouhanni \| Cofidis, Solutions Crédits \| + 0s \| \| \| 3. \| Alfdan De Decker \| Wanty-Gobert \| + 0s \| \| \| 4. \| Baptiste Planckaert \| Wallonie Bruxelles \| + 0s \| \| \| 5. \| Andreas Stokbro \| Riwal Readynez \| + 0s \| \| \| 6. \| Michael Van Staeyen \| Roompot-Charles \| + 0s \| \| \| 7. \| Alexander Krieger \| Leopard Pro Cycling \| + 0s \| \| \| 8. \| Matteo Pelucchi \| Androni Giocattoli-Sidermec \| + 0s \| \| \| 9. \| Hugo Hofstetter \| Cofidis, Solutions Crédits \| + 0s \| \| \| 10. \| Christophe Noppe \| Sport Vlaanderen-Baloise \| + 0s \| \| |                     |                             |          |
| |                     |                             |          |
| Fonte: ProCyclingStats |                     |                             |          |
| Classificação geral |                     |                             |          |
| Ciclista | Ciclista            | Equipe                      | Tempo    |
| 1. | Bryan Coquard       | Vital Concept-B&B Hotels    | 4h05m23s |
| 2. | Nacer Bouhanni      | Cofidis, Solutions Crédits  | + 0s     |
| 3. | Alfdan De Decker    | Wanty-Gobert                | + 0s     |
| 4. | Baptiste Planckaert | Wallonie Bruxelles          | + 0s     |
| 5. | Andreas Stokbro     | Riwal Readynez              | + 0s     |
| 6. | Michael Van Staeyen | Roompot-Charles             | + 0s     |
| 7. | Alexander Krieger   | Leopard Pro Cycling         | + 0s     |
| 8. | Matteo Pelucchi     | Androni Giocattoli-Sidermec | + 0s     |
| 9. | Hugo Hofstetter     | Cofidis, Solutions Crédits  | + 0s     |
| 10. | Christophe Noppe    | Sport Vlaanderen-Baloise    | + 0s     |

## UCI World Ranking
O Grande Prêmio Marcel Kint outorgou pontos para o UCI World Ranking para corredores das equipas nas categorias UCI World Team, Profissional Continental e Equipas Continentais. A seguinte tabela são o barómetro de pontuação e os 10 corredores que obtiveram mais pontos:
| Posição   | 1.º | 2.º | 3.º | 4.º | 5.º | 6.º | 7.º | 8.º | 9.º | 10.º | 11.º | 12.º | 13.º-15.º | 16.º-25.º |
| Pontuação | 125 | 85  | 70  | 60  | 50  | 40  | 35  | 30  | 25  | 20   | 15   | 10   | 5         | 3         |

| Classificação |                     |                             |        |
| Posição       | Ciclista            | Equipa                      | Pontos |
| ------------- | ------------------- | --------------------------- | ------ |
| 1.º           | Bryan Coquard       | Vital Concept-B&B Hotels    | 125    |
| 2.º           | Nacer Bouhanni      | Cofidis, Solutions Crédits  | 85     |
| 3.º           | Alfdan De Decker    | Wanty-Gobert                | 70     |
| 4.º           | Baptiste Planckaert | Wallonie Bruxelles          | 60     |
| 5.º           | Andreas Stokbro     | Riwal Readynez              | 50     |
| 6.º           | Michael Van Staeyen | Roompot-Charles             | 40     |
| 7.º           | Alexander Krieger   | Leopard                     | 35     |
| 8.º           | Matteo Pelucchi     | Androni Giocattoli-Sidermec | 30     |
| 9.º           | Hugo Hofstetter     | Cofidis, Solutions Crédits  | 25     |
| 10.º          | Christophe Noppe    | Sport Vlaanderen-Baloise    | 20     |